# Cfdisk
cfdisk és una utilitat de Linux per veure i administrar particions, el que és anomenat un editor de particions. Escrit originàriament el 1992, cfdisk va per la versió 2.12r. cfdisk és una utilitat de tipus terminal, basada en text. Fa servir la biblioteca libfdisk.